# 埃本多夫附近罗伊特
埃本多夫附近罗伊特是德国巴伐利亚州的一个市镇。总面积16.91平方公里，总人口1202人，其中男性636人，女性566人（2011年12月31日），人口密度71人/平方公里。